# Manj Musik
Manjeet Singh Ral (nacido el 24 de enero de 1985 en Bradford, Inglaterra), más conocido por su nombre artístico como Manj Musik, es un cantante, compositor y productor musical indio. Fue vocalista de una banda musical de la música Punjabi llamada "RDB", que se formó con sus dos hermanos, Surjeet Singh y Kuljeet Ral en 1997. 
Más adelante se separó del grupo y pasó a producir sus propios singles en solitario. También ha comenzado por producir música para el Bollywood y ha trabajado con reconocidos actores como Saif Ali Khan, Shahrukh Khan, Akshay Kumar y entre otros.

## Carrera
Su carrera musical comenzó con el grupo RDB, cantando en la gurudwara (un lugar sagrado donde se rinde culto por los sijs), solía ayudar a su padre con sus hermanos en el desempeño frente a la comunidad en su gurudwara local. Esto le dio una gran comprensión sobre la creatividad musical. Realmente se involucró en la música debido a su hermano Kuljeet Ral (Kuli Paji). Solía sentarse día y noche y ver a su hermano como trabajaba con el software y con otras máquinas.

## Discografía

### Singles
| Año  | Título                                 | Notas                      |
| ---- | -------------------------------------- | -------------------------- |
| 2014 | "Swag Mera Desi Hai (MTV Spoken Word)" | Artist - Raftaar           |
| 2014 | "Fukra Flow"                           | Feat. Raftaar              |
| 2014 | "Goli"                                 | Feat. Raftaar              |
| 2014 | "Shera Di Kaum (Remix)"                | Feat. Raftaar              |
| 2014 | "Party Like A Punjabi"                 | Feat. Gippy Grewal         |
| 2015 | "Desi Hip Hop (MTV Spoken Word)"       | Feat. Various Artists      |
| 2015 | "Don't Do It"                          | Feat. Sarb Smooth          |
| 2015 | "Stand Up (MTV Spoken Word)"           | Feat. Raftaar, BIG Dhillon |
| 2015 | "Billo Hai"                            | Artist - Sahara            |
| 2015 | "Mombatiye"                            | Artist - Zohaib Amjad      |

### Bandas sonoras de películas
| Año  | Canción                           | Película       |
| ---- | --------------------------------- | -------------- |
| 2014 | "Whistle Baja" & "The Pappi Song" | Heropanti      |
| 2014 | "Dal Makhni"                      | Dr. Cabbie     |
| 2014 | "Sharabi"                         | Happy New Year |
| 2015 | "Warna Gabbar Aa Jaega"           | Gabbar is Back |
| 2015 | "Singh And Kaur"                  | Singh Is Bling |
| 2015 | "Aaja Mahi"                       | Singh Is Bling |

- Datos: Q19561355